# سرخیو رومرو
سرخیو خرمان رومرو (اسپانیایی: Sergio Germán Romero‎؛ زاده ۲۲ فوریهٔ ۱۹۸۷) بازیکن فوتبال اهل آرژانتین است که برای باشگاه بوکاجونیورز بازی می‌کند. 
وی با تیم ملی فوتبال آرژانتین موفق به کسب مدال طلای المپیک ۲۰۰۸ پکن و نایب قهرمانی جام جهانی ۲۰۱۴ برزیل شد. 

## زندگی حرفه‌ای
سرخیو در استان میسیونس به دنیا آمد و در سال ۲۰۰۶ به تیم جوانان باشگاه فوتبال راسینگ کلوب آویاندا پیوست. وی یکی از اعضای تیم ملی آرژانتین بود که سه فینال پیاپی را، (یک جام جهانی، کوپا آمریکا و کوپا آمریکا قرن) را در سه سال متوالی۲۰۱۴_۲۰۱۵_۲۰۱۶ از دست داد.

## افتخارات

### باشگاهی
آلکمار
- قهرمان لیگ برتر فوتبال هلند: ۰۹–۲۰۰۸
- قهرمان جام یوهان کرایف: ۲۰۰۹

منچستر یونایتد
- قهرمان جام حذفی فوتبال انگلستان: ۱۶–۲۰۱۵
- قهرمان جام اتحادیه باشگاه‌های انگلستان: ۱۷–۲۰۱۶
- قهرمان جام خیریه انگلستان: ۲۰۱۶
- قهرمان لیگ اروپا: ۱۷–۲۰۱۶
- نایب قهرمان سوپرجام اروپا: ۲۰۱۷

بوکاجونیورز
- نایب قهرمان جام لیبرتادورس ۲۰۲۳

### ملی
آرژانتین
- نایب قهرمان جام جهانی فوتبال: ۲۰۱۴[۳]
- نایب قهرمان کوپا آمریکا: ۲۰۱۵ و کوپا آمریکای قرن[۴]